# Berzo San Fermo
Berzo San Fermo ist eine italienische Gemeinde (comune) in der Provinz Bergamo in der Region Lombardei mit 1397 Einwohnern (Stand 31. Dezember 2023).
Von 1928 bis 1947 war sie gemeinsam mit Borgo di Terzo, Grone und Vigano San Martino zur Gemeinde Borgounito vereinigt.

## Geographie
Die Nachbargemeinden sind Adrara San Martino, Borgo di Terzo, Entratico, Foresto Sparso, Grone und Vigano San Martino.